# قطعنامه ۱۵۳۸ شورای امنیت
قطعنامه  ۱۵۳۸ شورای امنیت سازمان ملل متحد که در تاریخ ۲۱ آوریل ۲۰۰۴ تصویب شد، سندی بین‌المللی دربارهٔ بررسی وضعیت میان عراق و کویت است. این قطعنامه طی نشست ۴۹۴۶ام با ۱۵ رای موافق، ۰ مخالف و ۰ ممتنع تصویب شد.